# Thái Sơn, Tuyên Quang
Thái Sơn là một xã thuộc tỉnh Tuyên Quang, Việt Nam.
Xã có diện tích 33,96 km², dân số năm 1999 là 6595 người, mật độ dân số đạt 194 người/km².